# Леопардова костенурка
Леопардовите костенурки (Stigmochelys pardalis) са вид средно големи влечуги от семейство Сухоземни костенурки (Testudinidae), единствен представител на род Stigmochelys.
Разпространени са широко в саванните и полупустинни области на Източна и Южна Африка. Обикновено достигат дължина 40 сантиметра дължина и 13 килограма маса, но са известни отделни екземпляри с дължина 70 сантиметра и маса 40 килограма. Хранят се с растителна храна.